# Илеша (Нигерия)
Иле́ша (англ. Ilesa) — город в юго-западной Нигерии, на территории штата Осун.

## Географическое положение
Город находится в восточной части штата, к северу от верховьев реки Овена. Абсолютная высота — 466 метров над уровнем моря.
Илеша расположена на расстоянии приблизительно 20 километров к юго-востоку от Ошогбо, административного центра штата и на расстоянии 320 километров к юго-западу от Абуджи, столицы страны.

## Население
По данным переписи 1991 года численность населения Илешы составляла 139 445 человек.
Динамика численности населения города по годам:
| 1991    | 2012    |
| ------- | ------- |
| 139 445 | 409 168 |

## Экономика
Илеша является значимым торгово-ремесленным центром. Основу экономики города составляют переработка какао-бобов, производство пальмового масла, обработка древесины, ткачество, кузнечное и плотницкое дело.

## Транспорт
Через город проходит шоссе Ибадан — Онича.
Ближайший аэропорт расположен в городе Ошогбо.